# Peter Bannasch

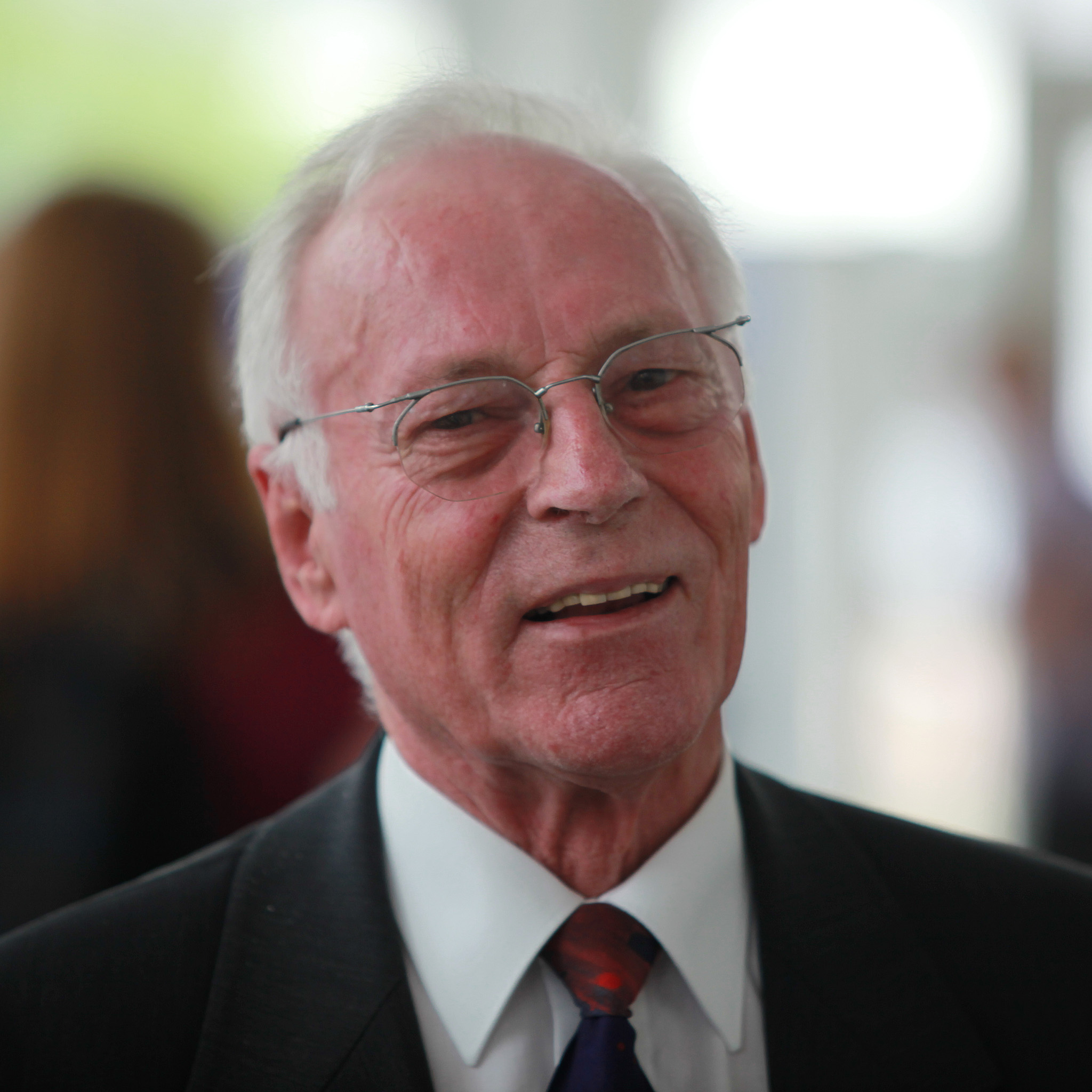
Peter Bannasch (2010)

Peter Bannasch (* 14. April 1934 in Biebergemünd) ist ein deutscher Pathologe und Onkologe.

## Lebenslauf
Nach seinem Abitur 1954 an der Hohen Landesschule in Hanau studierte Peter Bannasch bis 1960 Medizin an den Universitäten Frankfurt, wo er Mitglied der christlichen Studentenverbindung Frankfurter Wingolf wurde, und Freiburg im Breisgau. In Freiburg war er von 1957 bis 1960 außerdem Doktorand und wissenschaftliche Hilfskraft in der Forschergruppe Präventivmedizin von Hermann Druckrey. 1960 wurde Bannasch in Freiburg nach Verteidigung seiner Dissertationsschrift Untersuchungen über krebszellauflösende Stoffe in Homogenaten und Extrakten aus normalen Rattenlungen zum Dr. med. promoviert. Danach war er bis 1962 an verschiedenen Krankenhäusern als Medizinal-Assistent tätig. 1963 ging Peter Bannasch als Wissenschaftlicher Assistent an das Institut für Pathologie der Universität Würzburg. 1968 habilitierte er sich in Würzburg mit der Habilitationsschrift Das Cytoplasma der Leberzelle während der Carcinogenese. Vergl. licht- u. elektronenmikroskop. Untersuchgn an d. Nitrosomorpholin-vergifteten Rattenleber für das Fach Allgemeine und Spezielle Pathologie. Ein Jahr später wurde Bannasch in Würzburg Universitätsdozent für Pathologie und im gleichen Jahr Facharzt für Pathologie. 1973 ging er dann nach Heidelberg, wo er an der Universität Professor für Pathologie und am Deutschen Krebsforschungszentrum (DKFZ) Leiter der Abteilung Cytopathologie wurde. Letztgenannte Funktion nahm er bis zu seiner Pensionierung 1999 war.
Am DKFZ war Bannasch von 1981 bis 1984 und von 1987 bis 1988 Vorsitzender des Wissenschaftlichen Rates. Geschäftsführender Direktor des Instituts für Experimentelle Pathologie am DKFZ war er von 1985 bis 1988 und von 2004 bis 2010 Vorsitzender der Alumni Deutsches Krebsforschungszentrum Heidelberg e.V. (Vereinigung zur Förderung der Forschung und Lehre am Deutschen Krebsforschungszentrum Heidelberg). Mitglied des Kuratoriums des DKFZ war er von 1996 bis 1999.
Von 1984 bis 1991 war Peter Bannasch Vorsitzender des Koordinierungsausschusses Krebsforschung der Arbeitsgemeinschaft der Großforschungseinrichtungen (AGF). Der European Association for Cancer Research (EACR) stand er von 1987 bis 1993 als Präsident vor. Mitglied des Executive Committee der European Association for Cancer Research war Bannasch von 1982 bis 1986. Vorsitzender des Committee for Cellular and Molecular Pathology des EULEP (European Late Effects Project) von 1984 bis 1996. Von 1993 bis 1995 war er Mitglied des Council of Federation of European Cancer Societies.
Zwei Gastprofessuren brachten ihn nach China. Im Jahr 2000 an die Fourth Military Medical University in Xi’an und 2005 nach Wuhan an die medizinische Fakultät Tongji der Universität für Wissenschaft und Technik Zentralchina.

## Arbeitsgebiet
Das Hauptarbeitsgebiet von Peter Bannasch ist die Erforschung der Karzinogenese, beispielsweise durch Induktion von Karzinogenen.

## Veröffentlichungen (Auswahl)
Peter Bannasch ist Autor oder Co-Autor von über 200 wissenschaftlichen Veröffentlichungen und Autor beziehungsweise Herausgeber mehrerer Monografien.
- Hormonal and hormone-like effects eliciting hepatocarcinogenesis. In: Folia Histochemica et Cytobiologica. Bd. 39, Suppl. 2, 2001, S. 28–29. PMID 11820616 (Review).
- mit Dirk Nehrbass, Anette Kopp-Schneider: Significance of hepatic preneoplasia for cancer chemoprevention. In: IARC Scientific Publications. Bd. 154, 2001, S. 223–240. PMID 11220662 (Review).
- mit Qin Su: Relevance of hepatic preneoplasia for human hepatocarcinogenesis. In: Toxicologic Pathology. Bd. 31, Nr. 1, 2003, S. 126–133. PMID 12597457 (review).

Monographien
- als Herausgeber mit Herbert Remmer, Hermann M. Bolt, Hans Popper: Primary Liver Tumors. MTP Press, Lancaster 1978, ISBN 0-85200-203-3.
- als Herausgeber: Cancer Risks. Strategies for Elimination. Springer, Berlin u. a. 1987, ISBN 3-540-17465-6.
- als Herausgeber: Cancer Therapy. New Trends. Springer, Berlin u. a. 1989, ISBN 3-540-51034-6.
- als Herausgeber mit Dietrich Keppler, Georg Weber: Liver Cell Carcinoma. Kluwer Academic Publishers, Dordrecht u. a. 1989, ISBN 0-7462-0111-7.
- als Herausgeber: Cancer Diagnosis. Early Detection. Springer, Berlin u. a. 1992, ISBN 3-540-54503-4.
- als Herausgeber mit Wolfgang Gössner: Pathology of Neoplasia and Preneoplasia in Rodents. Band 1 und 2. Schattauer, Stuttgart u. a. 1994–1997, ISBN 3-7945-1553-6 (Bd. 1), ISBN 3-7945-1624-9 (Bd. 2).
- als Herausgeber mit Darja Kanduc, Sergio Papa, Joseph M. Tager: Cell Growth and Oncogenesis. Birkhäuser, Basel u. a. 1998, ISBN 3-7643-5727-4 (eingeschränkte Vorschau in der Google-Buchsuche).